# Adetus copei
Adetus copei es una especie de escarabajo del género Adetus, familia Cerambycidae. Fue descrita científicamente por Audureau en 2016.
Habita en Perú. Los machos y las hembras miden aproximadamente 7,5-8 mm.